# ترویسپل
ترویسپل (به هلندی: Terwispel) یک منطقهٔ مسکونی در هلند است که در اپسترلاند واقع شده‌است. ترویسپل ۱٬۰۲۰ نفر جمعیت دارد.